# Erika Hess
Erika Hess (Engelberg, 6 marzo 1962) è un'ex sciatrice alpina svizzera.
Atleta polivalente, è stata una delle atlete di punta della nazionale svizzera tra la fine degli anni 1970 e gli anni 1980 ed è stata portabandiera della Svizzera durante la cerimonia di apertura dei XIV Giochi olimpici invernali di Sarajevo 1984. Nel suo palmarès vanta, tra l'altro, sei ori iridati, due Coppe del Mondo generali e cinque di specialità.

## Biografia

### Carriera sciistica

#### Stagioni 1977-1980
Sciatrice minuta originaria di Grafenort e sorella di Monika, a sua volta sciatrice alpina, si mise in luce ai Campionati svizzeri 1977 vincendo, non ancora quindicenne, la medaglia d'argento nello slalom gigante. In Coppa del Mondo ottenne il primo piazzamento di rilievo il 25 gennaio 1978 a Berchtesgaden classificandosi 6ª in slalom speciale; nello stesso anno esordì ai Campionati mondiali, piazzandosi 9ª nello slalom gigante della rassegna iridata di Garmisch-Partenkirchen 1978.
Il 6 dicembre 1979 a Val-d'Isère salì per la prima volta sul podio in Coppa del Mondo, grazie al 3º posto ottenuto in slalom gigante, e nella stessa stagione debuttò ai Giochi olimpici invernali: a Lake Placid 1980 vinse la medaglia di bronzo nello slalom speciale (valida anche ai fini dei Mondiali 1980) dietro a Hanni Wenzel e Christa Kinshofer, mentre non completò lo slalom gigante.

#### Stagioni 1981-1982
Nella stagione 1980-1981 la Hess si affermò ai vertici della Coppa del Mondo: ottenne dodici podi con sette vittorie (tra le quali la prima della sua carriera, il 13 gennaio a Schruns in slalom speciale), vinse la sua prima Coppa del Mondo di slalom speciale con 39 punti di vantaggio su Christin Cooper e si classificò al 2º posto nella classifica generale, staccata di 38 punti dalla vincitrice Marie-Theres Nadig, e al 3º in quella della Coppa del Mondo di slalom gigante.
Meglio ancora fece nella successiva stagione 1981-1982: dopo aver colto diciassette podi (ancora sette le vittorie) si aggiudicò sia la sua prima coppa di cristallo generale (con 15 punti di vantaggio su Irene Epple), sia - per la seconda volta - quella di slalom speciale (con 25 punti di vantaggio su Ursula Konzett); fu inoltre nuovamente 3ª nella classifica di slalom gigante. Inoltre ai Mondiali di Schladming 1982 conquistò tre medaglie d'oro: nello slalom gigante, nello slalom speciale e nella combinata.

#### Stagioni 1983-1985
Nella stagione 1982-1983 i suoi podi in Coppa del Mondo furono undici, con tre vittorie, e si aggiudicò per la terza volta la coppa di cristallo di slalom speciale, prima sciatrice a riuscirci, grazie a 5 punti di margine su Tamara McKinney; in classifica generale fu 3ª. Nella successiva stagione 1983-1984 tornò a imporsi nella classifica generale (con 9 punti di vantaggio su Hanni Wenzel) e vinse anche la sua unica Coppa del Mondo di slalom gigante (con 25 punti di vantaggio sulla Cooper), dopo aver ottenuto undici podi con sette vittorie; vinse anche la classifica di combinata, che all'epoca non prevedeva l'assegnazione di alcun trofeo. Ai XIV Giochi olimpici invernali di Sarajevo 1984, sua ultima partecipazione olimpica, dopo esser stata portabandiera della Svizzera durante la cerimonia di apertura era una delle favorite ma non riuscì ad andare a medaglia: chiuse 7ª nello slalom gigante e 5ª nello slalom speciale.
Nella stagione 1984-1985 in Coppa del Mondo ottenne sei podi con due vittorie; vinse la sua quarta Coppa di slalom speciale (7 i punti di marginte sulla McKinney) e nella classifica generale si classificò al 4º posto. Ai Mondiali di Bormio 1985 vinse la medaglia d'oro nella combinata ed era in testa nello slalom dopo la prima manche, ma inforcò nella seconda; nello slalom gigante fu invece 11ª.

#### Stagioni 1986-1987

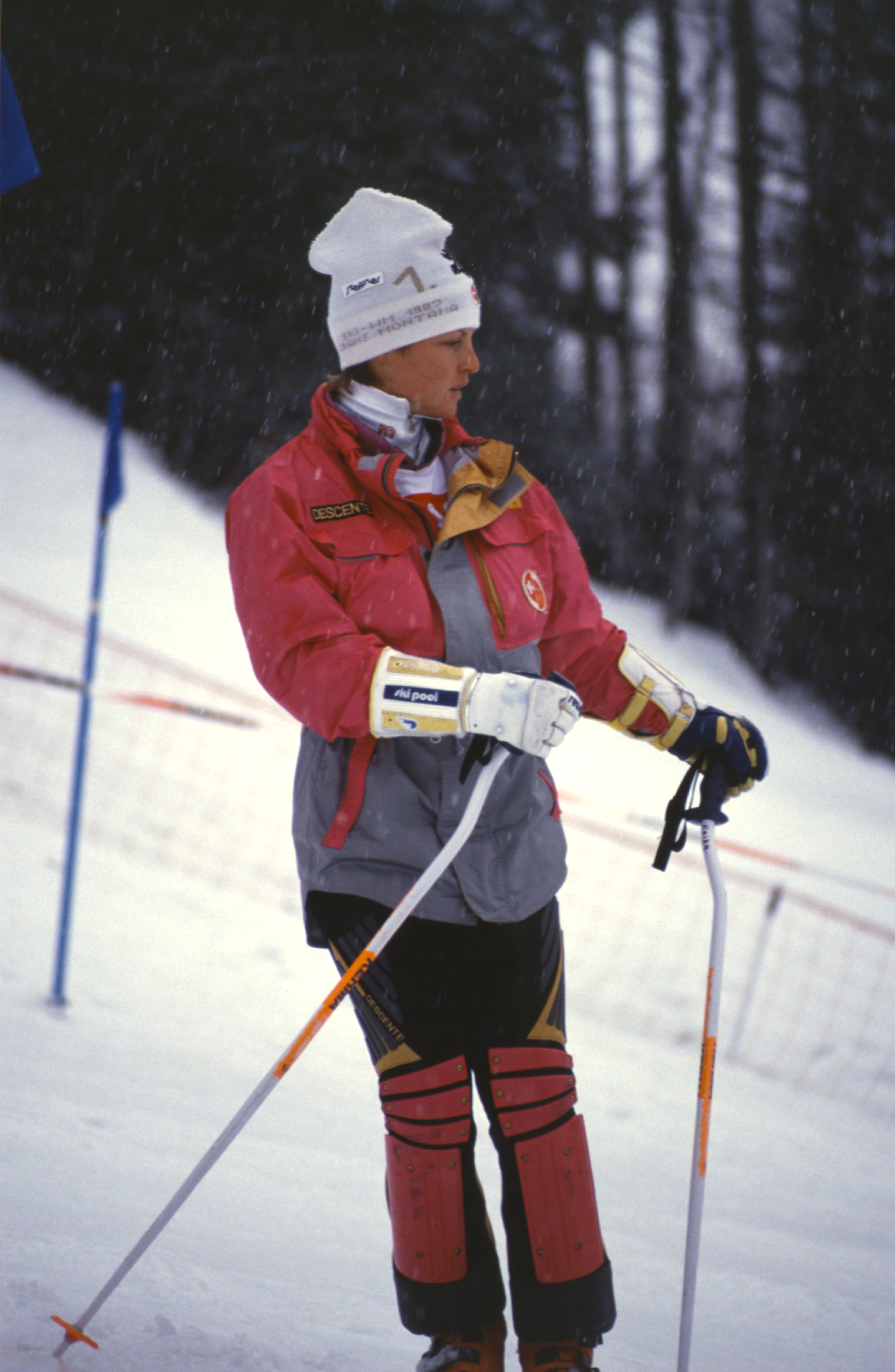
Erika Hess a Flühli nel 1987

Nella stagione 1985-1986 in Coppa del Mondo arrivò 2ª sia nella classifica di slalom speciale (a pari punti con Roswitha Steiner ma quest'ultima vinse per i migliori piazzamenti), sia nella classifica generale, staccata di 45 punti dalla vincitrice Maria Walliser.
La stagione 1986-1987 fu l'ultima della carriera agonistica della Hess. In Coppa del Mondo ottenne due vittorie (l'ultima il 21 dicembre in Val di Zoldo in slalom speciale) e sei podi (l'ultimo il 28 febbraio a Zwiesel nella medesima specialità) e fu 3ª nella classifica di slalom speciale, mentre ai Mondiali di Crans-Montana 1987 si aggiudicò altre due medaglie d'oro, nello slalom speciale e nella combinata, oltre a piazzarsi al 7º posto nella discesa libera. Il suo ultimo piazzamento in carriera fu il 9º posto ottenuto nello slalom gigante di Coppa del Mondo disputato a Sarajevo il 22 marzo.

### Altre attività
Vive a Saint-Légier-La Chiésaz, nel Canton Vaud, e insieme al marito Jacques Reymond, ex allenatore della nazionale svizzera, gestisce una scuola di sci a Saas-Fee.

## Bilancio della carriera
Negli anni ottanta questa versatile sciatrice fu tra le dominatrici dello sci alpino femminile, ma non riuscì mai a coronare la sua brillante carriera con un oro olimpico. Nel 1982 e nel 1984 vinse la classifica generale di Coppa del Mondo e in carriera trionfò in 31 gare; con 21 vittorie in slalom speciale stabilì il primato della specialità, che sarebbe stato superato in seguito da Vreni Schneider (34) e poi da altre sciatrici. Inoltre vinse quattro Coppe di specialità nello slalom speciale, una nello slalom gigante e una classifica di combinata.

## Palmarès

### Olimpiadi
- 1 medaglia, valida anche ai fini dei Mondiali:
  - 1 bronzo (slalom speciale a Lake Placid 1980)

### Mondiali
- 6 medaglie, oltre a quella conquistata in sede olimpica e valida anche ai fini dei Mondiali:
  - 6 ori (slalom gigante, slalom speciale, combinata a Schladming 1982; combinata a Bormio 1985; slalom speciale, combinata a Crans-Montana 1987)

### Coppa del Mondo
- Vincitrice della Coppa del Mondo nel 1982 e nel 1984
- Vincitrice della Coppa del Mondo di slalom gigante nel 1984
- Vincitrice della Coppa del Mondo di slalom speciale nel 1981, nel 1982, nel 1983 e nel 1985
- Vincitrice della classifica di combinata nel 1984[4]
- 76 podi:
  - 31 vittorie
  - 27 secondi posti
  - 18 terzi posti

#### Coppa del Mondo - vittorie
| Data             | Località                | Paese          | Specialità |
| ---------------- | ----------------------- | -------------- | ---------- |
| 13 gennaio 1981  | Schruns                 | Austria        | SL         |
| 21 gennaio 1981  | Crans-Montana           | Svizzera       | SL         |
| 31 gennaio 1981  | Les Diablerets          | Svizzera       | SL         |
| 3 febbraio 1981  | Zwiesel                 | Germania       | SL         |
| 15 marzo 1981    | Furano                  | Giappone       | SL         |
| 24 marzo 1981    | Wangs-Pizol             | Svizzera       | GS         |
| 25 marzo 1981    | Wangs-Pizol             | Svizzera       | SL         |
| 13 dicembre 1981 | Piancavallo             | Italia         | SL         |
| 21 dicembre 1981 | Chamonix                | Francia        | SL         |
| 3 gennaio 1982   | Maribor                 | Jugoslavia     | SL         |
| 20 gennaio 1982  | Bad Gastein             | Austria        | SL         |
| 20 gennaio 1982  | Bad Gastein             | Austria        | KB         |
| 21 marzo 1982    | Alpe d'Huez             | Francia        | GS         |
| 21 marzo 1982    | Alpe d'Huez             | Francia        | SL         |
| 8 dicembre 1982  | Val-d'Isère             | Francia        | GS         |
| 17 dicembre 1982 | Piancavallo             | Italia         | SL         |
| 9 febbraio 1983  | Maribor                 | Jugoslavia     | SL         |
| 1º dicembre 1983 | Kranjska Gora           | Jugoslavia     | SL         |
| 11 dicembre 1983 | Val-d'Isère             | Francia        | GS         |
| 14 dicembre 1983 | Sestriere               | Italia         | KB         |
| 15 gennaio 1984  | Maribor                 | Jugoslavia     | SL         |
| 22 gennaio 1984  | Verbier                 | Svizzera       | KB         |
| 29 gennaio 1984  | Saint-Gervais-les-Bains | Francia        | GS         |
| 17 marzo 1984    | Jasná                   | Cecoslovacchia | GS         |
| 19 marzo 1985    | Park City               | Stati Uniti    | SL         |
| 22 marzo 1985    | Heavenly Valley         | Stati Uniti    | SL         |
| 12 dicembre 1985 | Sestriere               | Italia         | KB         |
| 15 dicembre 1985 | Savognin                | Svizzera       | SL         |
| 11 marzo 1986    | Park City               | Stati Uniti    | SL         |
| 5 dicembre 1986  | Waterville Valley       | Stati Uniti    | SL         |
| 21 dicembre 1986 | Val di Zoldo            | Italia         | SL         |

Legenda:

GS = slalom gigante

SL = slalom speciale

KB = combinata

### Campionati svizzeri
- 11 medaglie (dati parziali):
  - 10 ori (combinata[senza fonte] nel 1979; slalom speciale[senza fonte] nel 1980; slalom gigante, slalom speciale, combinata[senza fonte] nel 1981; slalom speciale[senza fonte] nel 1982; slalom gigante[senza fonte] nel 1983; slalom gigante[senza fonte] nel 1984; slalom gigante[senza fonte] nel 1986; slalom speciale[senza fonte] nel 1987)
  - 1 argento (slalom gigante[2] nel 1977)

## Statistiche

### Podi in Coppa del Mondo
| Stagione/Specialità | Slalom gigante | Slalom gigante | Slalom gigante | Slalom speciale | Slalom speciale | Slalom speciale | Combinata | Combinata | Combinata | Podi totali |
| ------------------- | -------------- | -------------- | -------------- | --------------- | --------------- | --------------- | --------- | --------- | --------- | ----------- |
| Stagione/Specialità | 1º             | 2º             | 3º             | 1º              | 2º              | 3º              | 1º        | 2º        | 3º        | Podi totali |
| 1978                |                |                |                |                 |                 |                 |           |           |           | 0           |
| 1979                |                |                |                |                 |                 |                 |           |           |           | 0           |
| 1980                |                | 1              | 1              |                 |                 | 2               |           |           |           | 4           |
| 1981                | 1              | 1              |                | 6               | 1               | 1               |           | 1         | 1         | 12          |
| 1982                | 1              | 4              | 2              | 5               | 1               | 1               | 1         | 2         |           | 17          |
| 1983                | 1              |                | 2              | 2               | 4               |                 |           | 1         | 1         | 11          |
| 1984                | 3              | 2              |                | 2               |                 | 1               | 2         |           | 1         | 11          |
| 1985                |                |                |                | 2               | 1               | 2               |           | 1         |           | 6           |
| 1986                |                |                |                | 2               | 3               | 2               | 1         | 1         |           | 9           |
| 1987                |                | 1              |                | 2               | 1               | 1               |           |           | 1         | 6           |
| Totale              | 6              | 9              | 5              | 21              | 11              | 10              | 4         | 7         | 3         | 76          |
| Totale              | 20             | 20             | 20             | 42              | 42              | 42              | 14        | 14        | 14        | 76          |